# Петровка (Тихвинське сільське поселення)
Петровка (рос. Петровка) — присілок у Добринському районі Липецької області Російської Федерації.
Населення становить 64 особи. Належить до муніципального утворення Тихвинська сільрада.

## Історія
З 13 червня 1934 до 1954 року у складі Воронезької області. Відтак входить до складу Липецької області.
Згідно із законом від 23 вересня 2004 року № 126-ОЗ органом місцевого самоврядування є Тихвинська сільрада.

## Населення
1. Н/Д[2]